# Cerradomys maracajuensis
Cerradomys maracajuensis is een knaagdier uit het geslacht Cerradomys dat alleen bekend is van de gemeente Maracajú, waar hij naar genoemd is, in Mato Grosso do Sul. Hij komt echter waarschijnlijk ook voor in andere delen van oostelijk Mato Grosso do Sul en Paraguay.
De rug van deze soort is geel met wat zwart. De soort verschilt van andere soorten in bepaalde kenmerken van de schedel. De soort heeft 56 chromosomen en een FN van 58.